# Grigori Sokolnikov
Grigori Yakovlevitch Sokolnikov (en russe : Григорий Яковлевич Сокольников), de son vrai nom Hirsh Yankélévitch Brilliant (Гирш Янкелевич Бриллиант), né le 15 août 1888 à Romny, dans l'actuelle oblast de Poltava, et mort le 21 mai 1939 à Verkhneuralsk, est un homme politique et économiste soviétique.

## Biographie
Fils d'un médecin juif d'Ukraine, il rejoint le Parti bolchévik en 1905, à l'âge de 17 ans. Il doit purger une peine de prison et en profite pour étudier les cours d'économie à la Sorbonne.
Il retourne en Russie en avril 1917 en compagnie de Lénine dans le « wagon plombé ». Une fois en Russie, il devient un cadre du comité de rédaction de la Pravda.
Après la révolution d'Octobre, il est membre de la négociation pour la paix avec l'Allemagne. Il remplace même Léon Trotsky à la présidence de la délégation et signe, de ce fait, le traité de Brest-Litovsk.
En 1919, il devient commissaire du peuple dans la huitième armée aux côtés de Rosalia Zemliatchka (1876-1947). Ils se servent de cette position pour ordonner des exécutions massives au cours de la guerre civile russe.
De 1918 à 1921, il travaille à l'établissement du pouvoir soviétique au Turkestan. Il occupe ensuite différents postes au sein du gouvernement bolchévique et notamment celui de commissaire du peuple aux Finances lors de l'introduction de la NEP. Il est reconnu comme le promoteur du rouble soviétique.
À l'issue du XIIIe Congrès du Parti communiste en mai 1924, il est élu membre suppléant du Politburo. Selon Boris Bajanov, Sokolnikov se révéla, comme ministre des Finances, un administrateur capable, en accomplissant toutes les tâches qui lui étaient demandées, comme la création de la première monnaie stable soviétique. Bajanov note également que, malgré le passé de Sokolnikov dans l'Armée rouge, sa personnalité n'était pas impitoyable. En privé, Sokolnikov perd la foi en l'Union soviétique de Staline et plus tard décrit l'économie soviétique comme capitaliste d'État. Il est démis de ses fonctions par le conseil des commissaires du peuple et rétrogradé du Politburo après l'appel pour le retrait de Joseph Staline en tant que Secrétaire général du Parti communiste au Quatorzième Congrès des bolcheviks de décembre 1925. Son mandat ne sera pas renouvelé.
Entre 1929 et 1932, il est ambassadeur de l'URSS à Londres.
Il est arrêté pendant la grande terreur stalinienne sous l'inculpation d'activité trotskiste anti-soviétique et condamné à dix années de prison. Selon la version officielle, il aurait été tué en prison par d'autres détenus. Après la déstalinisation, sous la période khrouchtchévienne, des recherches ont démontré que le meurtre avait été commandité par le NKVD.
Il a été réhabilité en 1988, pendant la perestroïka, avec beaucoup d'autres victimes de la Grande Purge.